# Campionati del mondo di ciclismo su strada 2011 - Gara in linea femminile Junior
La gara in linea femminile Junior dei Campionati del mondo di ciclismo su strada 2011 si svolse il 23 settembre 2011 con partenza ed arrivo a Rudersdal, in Danimarca, su un percorso di 14 km da ripetere 5 volte, per un totale di 70 km. La medaglia d'oro fu vinta dalla britannica Lucy Garner con il tempo di 1h46'17" alla media di 39,517 km/h, la argento dalla belga Jessy Druyts e la bronzo dalla danese Christina Siggaard.
Delle 74 cicliste alla partenza 67 completarono la gara.

## Squadre partecipanti
| N.    | Cod. | Squadra     |
| ----- | ---- | ----------- |
| 1-4   | FRA  | Francia     |
| 5-9   | ITA  | Italia      |
| 10-13 | BEL  | Belgio      |
| 14-17 | CAN  | Canada      |
| 18-21 | ESP  | Spagna      |
| 22-25 | GBR  | Regno Unito |
| 26-29 | GER  | Germania    |
| 30-33 | NLD  | Paesi Bassi |
| 34-37 | POL  | Polonia     |
| 38-41 | RUS  | Russia      |
| 42-45 | SWE  | Svezia      |
| 46-48 | AUS  | Australia   |
| 49-51 | DEN  | Danimarca   |

| N.    | Cod. | Squadra       |
| ----- | ---- | ------------- |
| 52-54 | LTU  | Lituania      |
| 55-57 | MEX  | Messico       |
| 58-60 | USA  | Stati Uniti   |
| 61-62 | NOR  | Norvegia      |
| 63-64 | NZL  | Nuova Zelanda |
| 65-66 | SUI  | Svizzera      |
| 67-68 | UKR  | Ukraina       |
| 69    | AUT  | Austria       |
| 70    | BLR  | Bielorussia   |
| 71    | CRO  | Croazia       |
| 72    | LAT  | Lettonia      |
| 73    | SVN  | Slovenia      |
| 74    | VIE  | Vietnam       |

## Ordine d'arrivo (Top 10)
| Pos. | Corridore           | Squadra     | Tempo    |
| ---- | ------------------- | ----------- | -------- |
| 1    | Lucy Garner         | Regno Unito | 1h46'17" |
| 2    | Jessy Druyts        | Belgio      | s.t.     |
| 3    | Christina Siggaard  | Danimarca   | s.t.     |
| 4    | Manon Souyris       | Francia     | s.t.     |
| 5    | Christina Perchtold | Austria     | s.t.     |
| 6    | Sheyla Gutiérrez    | Spagna      | s.t.     |
| 7    | Lisa Küllmer        | Germania    | s.t.     |
| 8    | Beatrice Bartelloni | Italia      | s.t.     |
| 9    | Kelly Markus        | Paesi Bassi | s.t.     |
| 10   | Silvija Latozaite   | Lituania    | s.t.     |